# Aribe
Aribe är en kommun i Spanien.   Den ligger i provinsen Provincia de Navarra och regionen Navarra, i den nordöstra delen av landet, 300 km nordost om huvudstaden Madrid. Arean är 4,0 kvadratkilometer.
Terrängen i Aribe är varierad.